# لیبوشه هاولکووا
لیبوشه هاولکووا (چکی: Libuše Havelková؛ ‏ ۱۱ مهٔ ۱۹۲۴ – ۶ آوریل ۲۰۱۷) بازیگر اهل چکسلواکی بود.
از فیلم‌ها یا برنامه‌های تلویزیونی که وی در آن نقش داشته‌است، می‌توان به قطارهای در مراقبت شدید و ناله نکن، سنجاب! اشاره کرد.